# Jean-Claude Paye (haut fonctionnaire)
Pour les articles homonymes, voir Jean-Claude Paye et Paye (homonymie).
Jean-Claude Paye, né le 26 août 1934 à Longué (Maine-et-Loire), est un diplomate et haut-fonctionnaire français.

## Biographie

### Famille et études
Jean-Claude Paye descend d'une famille d'instituteurs, deux de ses grands-parents ayant exercé cette profession. Un arrière-grand-père était directeur d'école. Il est le fils de Lucien Paye, qui fut notamment ministre de l'Éducation nationale et ambassadeur de France à Pékin. 
Après l'obtention d'une licence en droit, il intègre l'Institut d'études politiques de Paris en deuxième année. Il fait l’École de l'armée de l'air, et est ensuite admis à l'École nationale d'administration à sa première tentative. Il fait partie de la promotion « Lazare Carnot », et effectue son stage à la préfecture des Bouches-du-Rhône. 
Il est le gendre de Jean-Marcel Jeanneney après s'être marié avec sa fille Laurence en 1963.

### Parcours professionnel
Jean-Claude Paye est secrétaire d'ambassade à Alger, puis à l'administration centrale du ministère des Affaires étrangères.
Il occupe les fonctions de directeur de cabinet de Raymond Barre, alors vice-président de la Commission des Communautés européennes (1967-1973) avant de revenir aux Affaires étrangères comme secrétaire d'ambassade à Bonn puis directeur-adjoint du cabinet du ministre. Il est ensuite conseiller diplomatique de Raymond Barre à Matignon (1976-1979). Il est parallèlement secrétaire général du Comité interministériel pour les questions de coopération économique européenne (SGCI). 
Directeur des Affaires économiques et financières au ministère des Affaires étrangères (1979-1984), il est ensuite secrétaire général de l'OCDE (1984-1996).
De cette date jusqu'à sa retraite en 2000, il est conseiller d'État en service extraordinaire. 
Il est à partir de 2001 avocat au sein du cabinet Gide Loyrette Nouel. De 2005 à 2009, il est président de la Fondation pour l'innovation politique.

## Décorations
- Chevalier de la Légion d'honneur
- Commandeur de l'ordre national du Mérite (1997) en qualité de « ministre plénipotentiaire »[4].
  - Officier du 11 juillet 1979
- Chevalier de l'ordre du Mérite agricole